# Neuron (programari)
Neuron és un entorn de simulació per modelar individus i xarxes de neurones. Va ser desenvolupat principalment per Michael Hines, John W. Moore i Ted Carnevale a Yale i Duke.
Neuron modela neurones individuals mitjançant l'ús de seccions que es subdivideixen automàticament en compartiments individuals, en lloc de requerir que l'usuari creï compartiments manualment. El llenguatge de script principal és hoc, però també hi ha disponible una interfície de Python. Els programes es poden escriure de manera interactiva en un shell o carregar-se des d'un fitxer. Neuron admet la paral·lelització mitjançant el protocol MPI.
La neurona és capaç de manejar models de reacció de difusió i integrar funcions de difusió en models de sinapsis i xarxes cel·lulars. La paral·lelització és possible mitjançant rutines internes multifils, per utilitzar-les en ordinadors multinucli. Les propietats dels canals de membrana de la neurona es simulen mitjançant mecanismes compilats escrits amb el llenguatge NMODL o mitjançant rutines compilades que funcionen amb estructures de dades internes que es configuren amb Channel Builder.
Juntament amb la plataforma de programari anàloga GENESIS, Neuron és la base per a la formació en neurociència computacional en molts cursos i laboratoris d'arreu del món.
Neuron inclou una interfície gràfica d'usuari (GUI), per a persones amb una experiència mínima de programació. La GUI ve equipada amb un constructor per a cel·les d'un i múltiples compartiments, xarxes, cèl·lules de xarxa, canals i circuits elèctrics lineals. Les cel·les de compartiments únics i múltiples es diferencien perquè les cel·les de compartiments múltiples presenten diverses "seccions", cadascuna amb paràmetres potencialment diferents per a dimensions i cinètica. Hi ha tutorials disponibles al lloc web de Neuron, inclòs per treure models bàsics dels creadors de cèl·lules, canals i xarxes. Amb aquests constructors, l'usuari pot constituir la base de totes les simulacions i models.
Els usuaris poden definir funcions cinètiques i electrofisiològiques tant en subconjunts com en seccions. La neurona ve equipada amb un model probabilístic de la cinètica de l'axó del calamar gegant Model Hodgkin-Huxley, així com una funció per modelar la cinètica passiva del canal de fuites. Ambdues funcions, i les característiques que descriuen, es poden afegir a la membrana de la cèl·lula construïda. Els valors de la taxa de fuites, la conductància de sodi i la conductància de potassi es poden establir per modelar aquesta cinètica es poden establir com a funcions sobre un domini parametritzat. Els canals estan disponibles per a la seva implementació en una membrana cel·lular.